# هانز هينرش شيدر
هانز هينرش شيدر (بالألمانية: Hans Heinrich Schaeder)‏ (1896 - 1957 م) هو مستشرق ألماني. كان بروفيسورا في جامعة هومبولدت (من 1931 م) وغوتنغن (1946-1957).